# George William Foote
Pour les articles homonymes, voir Foote.
George William Foote, né le 11 janvier 1850 et décédé le 17 octobre 1915, est un éditeur de journal laïc.

## Parcours militant
George William Foote nait à Plymouth, en Angleterre et est éduqué dans la tradition anglicane. Il déménage à Londres en 1868, où il s'implique dans la défense du sécularisme et de la libre-pensée. Il rejoint alors la Young Men's Secular Association et la National Secular Society.
En mai 1881, George William Foote commence une série de publications appelées The Freethinker, journal qui est toujours publié de nos jours. Après publication du journal, George William Foote est accusé et condamné pour blasphème, à une année de prison. Cette expérience est publiée en 1886 sous le titre Prisoner for Blasphemy.
Une fois sorti de prison, George William Foote reste très actif dans la promotion de ses idées, écrivant de nombreux livres et pamphlets, organisant des lectures et des débats. Il est passionné de littérature, et a une grande connaissance des écrivains anciens et modernes, ainsi que de l'histoire ecclésiastique.
En 1890, Foote succède à Bradlaugh au poste de président de la National Secular Society et le reste pendant 22 ans.